# Konstantyn (książę Hohenzollern-Hechingen)
Friedrich Wilhelm Konstantin Hermann Thassilo von Hohenzollern-Hechingen (ur. 16 lutego 1801 w Żaganiu, zm. 3 września 1869 w pałacu Nietków) – ostatni (dziewiąty) i trzeci suwerenny książę Hohenzollern-Hechingen.

## Życiorys
Konstantyn był jedynym dzieckiem księcia Fryderyka von Hohenzollern-Hechingen (1776–1838) z jego małżeństwa z księżniczką żagańską Pauliną Biron z Kurlandii (1782–1845). Z powodu choroby swojego ojca objął regencję w 1834, a rządy przejął w 1838.
Po śmierci Doroty żagańskiej, siostry swojej matki, Konstantyn został w 1842 także księciem Żagania. W następstwie rewolucji marcowej umową z 7 grudnia 1849, wraz ze spokrewnionym rodem Hohenzollern-Sigmaringen, zrzekł się władzy i przekazał księstwo żagańskie królowi Prus w zamian za dożywotnią rentę w wysokości 10 000 talarów. Od tego czasu mieszkał w Lwówku Śląskim, gdzie szczególnie zajmował się muzyką, utrzymując doskonałą orkiestrę.
Zmarł po ataku apopleksji. Został pochowany w rodzinnym grobowcu w Hechingen.

## Orkiestra dworska
Konstantyn był wielbicielem muzyki i mecenasem twórców. Utrzymywał orkiestrę dworską liczącą 45 muzyków, której kapelmistrzami byli – w latach 1827-1857 Thomas Täglichsbeck, a w latach 1857-1869 Max Seifriz. W swym pałacu w Lwówku Śląskim wybudował salę koncertową na 600 osób. Do dyrygowania i występów zapraszani byli znani twórcy: Ferenc Liszt, Hector Berlioz, Richard Wagner, Hans von Bülow, Louis Spohr, David Popper, Henri Vieuxtemps, Karol Tausig, Hans von Bronsart i inni.

## Małżeństwa i potomstwo
Konstantyn ożenił się 22 maja 1826 z 18-letnią księżniczką Eugenią von Leuchtenberg (1808-1847) – córką pasierba Napoleona Bonaparte Eugeniusza de Beauharnais. Po śmierci Eugenii we wrześniu 1847 od 1850 w związku morganatycznym z baronówną Amalią Schenk von Geyern (1832–1897), która w 1850 od króla Prus otrzymała tytuł hrabiny von Rothenburg (obecnie Czerwieńsk). Z drugą żoną miał następujące dzieci:
- Fryderyka Wilhelmina Elżbieta (* 13 lutego 1852; † 31 grudnia 1914), hrabina von Rothenburg

∞ 23 kwietnia 1869 (rozwód 1878) Artur von Rosen
∞ 14 czerwca 1879 Juliusz von Lübtow (†30 września 1905)
- Fryderyk Wilhelm Karol (* 19 lutego 1856; † 23 sierpnia 1912), hrabia von Rothenburg

∞ 29 kwietnia 1877 (rozwód 1884) Dorota Schirmer (* 15 grudnia 1852; † 7 maja 1898)
∞ 14 kwietnia 1885 (rozwód 1892) baronówna Elfryda von Krane (* 5 lutego 1861; † 12 listopada 1943)
∞ 14 maja 1892 Katarzyna Billig (*18 lipca 1869; † 21 stycznia 1934)
- Wilhelm (1861–1929), hrabia von Rothenburg

∞ 6 maja 1894  hrabina zu Dohna-Schlodien  (* 21 kwietnia 1873; † 18 czerwca 1959)
Poza tym pozostawił pozamałżeńską córkę z Zofią Scherer (* 24 sierpnia 1824; † 12 maja 1884):
- Ludwika Zofia (1824–1884) ∞ 30 maja 1842 Rudolf Gfrörer von Ehrenburg (*3 lipca 1820; † 1899)

Ponieważ syn z jego drugiego małżeństwa nie posiadał prawa dziedziczenia, ze śmiercią Konstantyna kończy się książęca linia Hohenzollern-Hechingen.

## Literatura
- Anton-Heinrich Buckenmaier, Michael Hakenmüller: Friedrich-Wilhelm Constantin. Der letzte Fürst. Glückler, Hechingen 2005
- Gustav Schilling: Geschichte des Hauses Hohenzollern, in genealogisch fortlaufenden Biographien aller seiner Regenten von den ältesten bis auf die neuesten Zeiten, nach Urkunden und andern authentischen Quellen, F. Fleischer, 1843, s. 257
- Mariusz Olczak: "Lwówek Śląski i okolice, przewodnik historyczny" Oppidium, Warszawa 2000 s. 11